# Актиній-227
Актиній-227 — радіоактивний нуклід хімічного елемента актинія з атомним номером 89 і масовим числом 227. Є найбільш довгоживучим природним ізотопом актинія.
Належить до радіоактивного сімейства урану-235 (так званий ряд актинію). Зустрічається у всіх уранових рудах, проте його кількості невеликі через низький вміст материнської речовини — 235U. При радіоактивній рівновазі на 1 г урану припадає 2×10−10 г 227Ac.

## Утворення та розпад
Актиній-227 безпосередньо утворюється в результаті α-розпаду нукліда 231Pa (період напіврозпаду складає 3,276(11)×104 років) і β--розпаду нукліда 227Ra (період напіврозпаду становить 42,2(5) хв):
{\displaystyle \mathrm {^{231}_{91}Pa} \rightarrow \mathrm {^{227}_{89}Ac} +\mathrm {^{4}_{2}He} ,}
{\displaystyle \mathrm {^{227}_{88}Ra} \rightarrow \mathrm {^{227}_{89}Ac} +e^{-}+{\bar {\nu }}_{e}.} 
Актіній-227 в основному (імовірність 98,62(36)%) зазнає бета-розпаду (виділена енергія 44,8(8) кеВ): 
{\displaystyle \mathrm {^{227}_{89}Ac} \rightarrow \mathrm {^{227}_{90}Th} +e^{-}+{\bar {\nu }}_{e}.} 
З імовірністю 1,38(36)% актиній-227 розпадається з випромінюванням альфа-частинки та утворенням нукліда францію 223Fr (виділена енергія 5042,19(14) кеВ):
{\displaystyle \mathrm {^{227}_{89}Ac} \rightarrow \mathrm {^{223}_{87}Fr} +\mathrm {^{4}_{2}He} .} 

## Отримання
Видобуток актинія-227 з природних джерел надзвичайно ускладнений через близькість хімічних властивостей актинія і лантану (а також інших рідкісноземельних металів), тому міліграмові кількості актинія-227 отримують штучним способом, опромінюючи нейтронами нуклід радію 226Ra
{\displaystyle {\ce {_88^{226}Ra}}+{_{0}^{1}n}\xrightarrow {} {\ce {_88^{227}Ra}}+\gamma }
{\displaystyle {\ce {_88^{227}Ra}}\xrightarrow {42.2min} {\ce {_89^{227}Ac}}+e^{-}+{\bar {\nu }}_{e}}
Можливе отримання актинія-227 з відходів виробництва урану.
Схеми переробки опроміненого радію засновані на застосуванні методів екстракції та іонного обміну.

## Застосування
- Суміш 227Ac і 9Be використовується виготовлення джерел нейтронів (нейтрони утворюються при опроміненні ядер 9Be альфа-частинками, що випускаються актинієм-227). Отримані Ac-Be джерела з виходом нейтронів в 10 8 -10 9 нейтрон/с середня енергія нейтронного спектра(інші мови) дорівнює 4,6 МеВ. Порівняно з Ra-Be джерелами Ac-Be джерела зручніші для застосування, оскільки характеризуються меншим відношенням гамма-випромінювання до нейтронного потоку[4][6].
- Через високе питоме енерговиділення (14,5 Вт/г) та можливості отримання значних кількостей термічно стійких сполук 227Ac може використовуватися для створення термоелектричних генераторів тривалої дії (у тому числі придатних для космічних цілей)[4].